# Valde-Ucieza
Valde-Ucieza is een gemeente in de Spaanse provincie Palencia in de regio Castilië en León met een oppervlakte van 42,59 km². Valde-Ucieza telt 103 inwoners (1 januari 2016).

## Demografische ontwikkeling
Bron: INE, 1857-2011: volkstellingen
Opm.: Valde-Ucieza ontstond in 1940 door de fusie van de gemeenten Robladillo de Ucieza, Villamorcó en Villsabariego de Ucieza